# Antonio Álvarez Vidaurre
Antonio Álvarez Vidaurre (* 1899; † Januar 1969 in Madrid) war ein salvadorianischer Diplomat.

## Leben
Ein Enkel von Antonio Alvarez Vidaurre, Luis Álvarez Cervera, ein ehemaliger spanischer Pferdereitsportler. Antonio Álvarez Vidaurre trat 1921 in den auswärtigen Dienst und wurde Geschäftsträger in San José (Costa Rica). 1932 war er außerordentlicher Gesandter und Ministre plénipotentiaire für Zentralamerika mit Sitz in Guatemala später Sitz in Tegucigalpa. Von 1935 bis 1937 war er außerordentlicher Gesandter und Ministre plénipotentiaire in Mexiko-Stadt
Jorge Ubico Castañeda erkannte das Regime von Francisco Franco schon an, sich die zweite spanische Republik noch in Barcelona verteidigte, mit ihm gehörte Maximiliano Hernández Martínez zu den ersten, welche das Putschregime anerkannten. Antonio Alvarez Vidaurre wurde 1939 zum Ministre plénipotentiaire bei Francisco Franco ernannt, wo er bis 12. Januar 1951 akkreditiert war. Ab 28. Oktober 1947 war er gleichzeitig beim Heiligen Stuhl in Kairo, Rabat und Andorra akkreditiert. Am 5. Oktober 1950 wurde die Gesandtschaft in Madrid zur Botschaft aufgewertet. Von 1951 bis 1960 war er Zeremonienmeister im Außenministerium von El Salvador sowie Botschafter in Guatemala-Stadt und Tegucigalpa. Von 1960 bis 1962 war er wieder Botschafter in Madrid. Von 1961 bis 1963 war er wieder beim Heiligen Stuhl akkreditiert. Von 1962 bis 1965 war er ständiger Vertreter der salvadorianischen Regierung beim UN-Hauptquartier. 1964 war er Vizepräsident der Generalversammlung der Vereinten Nationen in New York City.